# Capaia
Capaia – miasto w Angoli, w prowincji Lunda Północna.